# Somerville (Nueva Jersey)
Somerville es un borough ubicado en el condado de Somerset en el estado estadounidense de Nueva Jersey. En el año 2010 tenía una población de 12,098 habitantes y una densidad poblacional de 1,983.3 personas por km².

## Geografía
Somerville se encuentra ubicado en las coordenadas 40°34′15″N 74°36′19″O / 40.57083, -74.60528.

## Demografía
Según la Oficina del Censo en 2000 los ingresos medios por hogar en la localidad eran de $51,237 y los ingresos medios por familia eran $60,422. Los hombres tenían unos ingresos medios de $40,585 frente a los $32,697 para las mujeres. La renta per cápita para la localidad era de $23,310. Alrededor del 7.7% de la población estaba por debajo del umbral de pobreza.